# 빌헬름 딜타이
빌헬름 딜타이(Wilhelm Dilthey, 1833년 11월 19일~1911년 10월 1일)는 독일의 배르닌 대학에서 헤겔 직(chair)의 교수이며, 역사학자이자 심리학자이고, 해석과 의미에 대한 연구를 하는 해석학 연구자이고 철학자이다.
그는 그간 경시되어 온 프리드리히 슐라이어마허의 해석학 연구로부터 영감을 받았다. 그들은 독일 낭만주의운동의 일부이자 경험주의자의 일부로 받아들여진다. 그러나 그의 경험주의적 주장은 독일의 문학과 철학적 전통에서 가져온 것으로 핵심적인 인식론적이며 존재론적 주장(assumptions)에서는 영국의 경험주의와 실증주의(positivism)에 반드시 일치하는 것은 아니다.
그는 자연과학에 대하여 정신 과학의 분야를 방법론적으로 확고하게 만들었다. 그리하여 삶의 직접 체험에 바탕을 둔 '생의 철학'을 주창하여 창시자로 일컬어진다. 저서에 <기술적 분석적 심리학> <체험과 창작> 등이 있다.

## 생애
빌헬름 딜타이는 1833년 11월 19일에 독일 비스바덴 시의 비브리히(Biebrich)라는 마을에서 개혁교회 목사의 아들로 태어났다. 딜타이는 비스바덴에서 김나지움을 다녔고, 졸업논문으로는 ＜희랍의 고대 문화가 젊은이들에게 미친 영향 연구〉(Über den Einfluß des griechischen Altertums auf die Jugend)가 있다. 이후 부모의 권유로 하이델베르크 대학교(1852)에서 신학을 전공했고, 세 학기를 다닌 후 다시 베를린 대학교(1853)로 옮겨 역사학을 공부했다. 칸트, 레싱, 게르비누스의 철학과 역사에 관심을 가졌다. 그리고 부모의 소망에 부응하기 위해 1856년에 신학 국가시험에 합격한 후 설교 활동을 하기도 했다. 그 외에도 국가 시행 교사 자격시험을 치러 합격한 이후 베를린 소재 한 김나지움에서 2년 정도 교편을 잡기도 했다. 하지만 그는 이를 건강 문제로 포기하게 된다. 이후 약 6년간을 딜타이는 역사 및 철학에 매진하게 된다.
이전의 사상가들 중 특히 베크(J. T. Beck)와 랑케(L. von Ranke), 트렌델렌부르크(F. A. Trendelenburg), 피셔(K. Fischer) 등의 영향을 받았으며, 해석학의 입장에서 역사주의 철학을 발전시키는 일에 관심을 쏟았다. 대학에서는 교회사, 원시 기독교에 대한 관심과 함께 그의 스승인 트렌델렌부르크에게서 플라톤과 아리스토텔레스를, 뵈크에게서는 문헌학을 수강하였다. 신학 분야 국가시험을 수석으로 졸업하였으나 지속적 학문과 생활의 안정을 위하여 김나지움 교사로 진로를 바꾸게 되었다.
1859년 슐라이어마허 재단의 현상 논문에 선정되면서 교사직을 사임하고 본격적으로 해석학과 철학 연구에 몰두하게 된다. 딜타이는 1864년에 해석학의 선구자인 <슐라이어마허의 윤리학에 관한 연구>로 철학 박사학위를 취득해 대학에서 강의를 시작했다. 1865년 <도덕의식의 분석 시도>라는 연구로 교수 자격 논문이 통과되었다. 교수 자격 논문 통과 후 딜타이는 베를린 대학교 사강사가 된다. 그리고 1866년에는 스위스의 바젤에서 교수직을 얻어 가르쳤다. 그 이후 다시 독일의 킬(1868∼1871), 그리고 브레슬라우 등으로 자리를 옮겨 교수 생활을 하다가 1882년에서 1905년까지는 루돌프 로체의 후임으로 베를린 대학교에서 교수직을 얻어 은퇴하기까지 가르쳤다. 이 교수직은 한때 헤겔이 재직했던 자리이기도 하다. 1883년 정신과학 입문을 출간하면서 정신적으로 가장 생산적인 순간을 맞게 된 딜타이는 브레슬라우 시절부터 교제해 오던 요르크 백작(Grafen Yorck)과의 우정을 더욱 돈독히 하게 되었다. 1874년에 푸트만(Katherine Puttmann)과 결혼해 슬하에 1남 2녀를 두었다.
베를린 대학에 정착한 후 딜타이의 삶에서 학자로서의 학문적 강의와 저술 이외에 그다지 특이한 점은 보이지 않는다. 다만 1887년 베를린 학술원 회원으로 임명된 후 칸트 전집의 출간에 공헌을 하였다는 점이 눈에 띈다. 이후 딜타이의 대표적인 저술로는 1906년 ≪체험과 문학≫, 1907년 ≪철학의 본질≫, 1910년 ≪정신과학에서 정신세계의 구축≫ 등을 꼽을 수 있다. 딜타이는 1911년 10월 1일에 오스트리아와 헝가리에 걸쳐 있는 남(南)티롤 지방 슐레른 강변의 자이스(Seis)에서 병으로 사망했다.

## 사상
새로운 학문으로서 정신과학을 기획함으로써 딜타이는 역사이성 비판의 학문으로서 철학을 혁신하고자 하였다. 나아가 역사적 세계에 대한 학문들의 이론, 사회적 체계와 그것의 연구에 대한 이론을 총체적으로 정립하고자 하였다. 칸트, 헤겔, 슐라이어마허를 넘어 딜타이는 진정한 계몽이 역사적 이성으로 완성된다는 생각을 품고 있었다.
딜타이가 가장 강조했던 부분은 바로 삶은 그 자체로부터 이해되어야 한다는 것이다. 인간의 삶은 하나의 이해의 대상으로 주어져 있고, 지각 가능하며, 이해될 수 있고, 규정될 수 있다는 것이다. 인간의 삶에 관한 학문으로서 정신과학은 따라서 삶의 자기 이해를 확장하고, 심화하는 것 이상도 그 이하도 아니다. 이해와 이해를 토대로 성립된 학문의 원천은 바로 내적 경험이다. 그 경험이란 내 자신의 고유한 삶의 연관에서 나오며, 언어와 전승을 매개로 역사적으로 형성된 그런 경험을 의미한다. 이런 전제하에서 딜타이는 인간의 삶이 전통철학에서 말하는 이성(Vernunft)에 의해서만 활성화되는 것이 아니라는 점을 분명히 하고 있다. 감성, 기분, 정서와 같은 요소들이 오히려 ‘원하고, 느끼는’ 인간 존재의 본질 규명에 더 부합하다는 것이다. 딜타이의 창작 활동이 이성적 학문인 철학에 국한되지 않고, 예술, 시학, 음악에까지 두루 미치고 있는 점은, 인간의 삶을 총체적으로 파악해야 한다는 그의 철학적 신념에서 비롯된 것이다. 이런 맥락에서 딜타이의 정신과학이 왜 ‘삶의 철학’으로 명명되는지를 알 수 있다.
그는 철학뿐만 아니라 사상사나 전기(傳記) 서술 분야에도 많은 관심을 갖고 있었다. 종교개혁과 르네상스에 관한 문화·지성사적 저술과 해석학의 발전에 관한 사상사적 저술, 그리고 헤겔과 슐라이어마허에 대한 전기적 저술 등 숱한 연구 결과들은 이런 관심에서 나왔다.
그러나 아무래도 그의 주된 관심은 해석학을 매개로 정신과학의 인식론적 토대를 역사주의 논리로써 구축하는 비판철학에 있었다. 비록 그 견해를 끝내 분명하게 정리해 내지는 못했지만, 1883년 ≪정신과학 입문≫(전집 1권)을 쓴 이후 “정신과학의 인식론적 토대 구축”이라는 중요하고도 어려운 문제를 필생의 과업으로 삼아 연구에 매진했다. 정신과학을 위한 토대의 구축이라는 자신의 과업을 위해, 딜타이는 훔볼트와 랑케 이후에 전개되었던 역사주의 학파에게 닥친 상대주의의 위기에 맞서 싸우는 한편, 헤겔로 표상되는 전통 형이상학 및 당대의 실증주의가 펼쳤던 독단의 국면에 맞서 저항했다. 이러한 철학의 두 현안을, 그는 자연의 자리가 아닌 정신의 자리에서 벼린 칸트의 비판적 방법으로써 정초한 ‘이해의 이성’을 통해 한꺼번에 해소하려 했다.
딜타이는 ≪정신과학 입문≫ 이후의 책들, 특히 전집 5권과 7권에서, “해석학적 계획”과 “역사이성 비판”에 보다 넓고 깊게 천착함으로써 자신의 그러한 철학적 목적에 한층 더 가까이 다가섰다. 하지만 그의 이러한 시도의 성취 밖에 여전히 남겨진 문제들은 많은 이들에게 한계로서 지적되고 있다. 그러나 오늘의 철학이 처한 중요한 문제를 우리로 하여금 보다 분명하게 이해할 수 있게 해준다는 점에서, 그가 펼쳐놓은 한계는 여전히 지금 여기의 철학의 과제로 살아 있다. 적어도 해석학 혹은 해석학적 경향들에서 딜타이를 비껴간 현재는 없고, 또 비껴갈 미래도 없을 것이다.
딜타이에게 가르침을 주었던 이들로는 랑케(Leopold von Ranke), 범신론자 피셔(Kuno Fischer), 슐라이어마허의 제자들이었던 뵈크(August Boeckh), 그리고 트렌델렌부르크(Friedrich Adolf Trendelenburg) 등이 거론될 수 있다. 그리고 딜타이의 영향을 받은 이들로는 슈펭글러(Oswald Spenglers), 립스(Hans Lipps), 놀(Herman Nohl), 리트(Theodor Litt), 슈프랑거(Eduard Spranger), 미슈(Georg Misch), 로타커(Erich Rothacker), 가다머(Hans-Georg Gadamer), 아도르노(Theodor W. Adorno), 카시러(Ernst Cassirer), 베티(Emilio Betti), 아펠(Karl-Otto Apel), 하버마스(Jürgen Habermas) 등이 있다. 하이데거(Martin Heidegger) 스스로도 자신의 저작이 딜타이의 작품에서 영향을 받고 있다고 실토하고 있다.

## 해석학
딜타이 해석학의 핵심적 사유는 어떤 과정을 거쳐 근대에 ‘보편적 해석학’이 정립될 수 있었느냐 하는 것이다. 이 과정에서 단연 중심인물로 거론되는 사람이 슐라이어마허이다. 딜타이는 그를 독일의 위대한 철학자로 그리고 고전어의 대가로 존경과 흠모를 아끼지 않았다. 해석학의 역사에서 특히 슐라이어마허의 보편적 해석학에 주목하는 이유는 이전의 신학적 해석학이나 문헌학적 해석학과 같은 해석학의 좁은 시야에서 벗어나 좀 더 보편적인 지반에서 해석과 이해의 문제를 볼 수 있게 되었기 때문이다. 근대 이전 필로, 오리게네스, 아우구스티누스, 루터에 이르기까지 성서 해석학의 방법으로 널리 활용되었던 비유적인 해석 방식에 슐라이어마허는 회의를 품게 되었다. 비유적 해석은 텍스트의 본래적 의미 이외에 비본래적 의미를 받아들이는 한계를 노정하고 있는 것이다. 만인을 위해 쓰인 성서를 더 이상 신앙과 은총이 아니라 문법적이고 심리적으로 해석할 필요성을 절감한 슐라이어마허는 이전의 전통과 동시대인들과의 활발한 지적 교류를 통하여 해석학과 비판의 체계를 수립하게 된다.
슐라이어마허에 의하면 해석은 하나의 구성 과정이다. 구성은 규칙(Regeln)을 잘 적용하는 것일 뿐만 아니라 해석자의 재능(Talent)에도 상당 부분 의존하고 있다. 해석에서 가장 기초가 되는 것은 바로 문법적 해석이다. 이것은 저자의 언어 영역권 안에서 텍스트를 이해해야 한다는 것과 단어의 의미는 전체적인 문맥(Kontext)으로부터 이해되어야 한다는 전제를 배후에 깔고 있다. 텍스트의 해석에서 저자의 의도를 파악하는 일이 또한 중요하다. 심리적 해석은 저자의 기본 생각과 본래 의도에 비추어 텍스트를 살펴보아야 한다는 요청이다. 저자에게서 우리는 자아, 품위, 자율, 자유, 자발성과 같은 심리적인 근원을 발견할 수 있다. 해석자의 예감(Divination)은 해석자의 근원을 추적하기 위한 방법으로 저자의 심리적 상태 파악은 물론 저자의 전체적 저술에 비추어 하나의 작품을 통찰함으로써 이해를 촉진시킬 수 있다. 슐라이어마허의 ‘저자가 자기 스스로를 이해한 것보다 훨씬 더 잘 이해해야 한다’는 주장은 이러한 근거에서 나온 것으로 볼 수 있다.

## 주요 저서
- 1870년 ≪슐라이어마허의 삶(Das Leben Schleiermachers)≫ 1권이 나왔다.
- 1883년 ≪정신과학 입문(Einleitung in die Geisteswissenschaften)≫ 1권이 나왔고,
- 1894년 ≪기술심리학과 분석심리학에 대한 이념들(Ideen über eine beschreibende und zergliedernde Psychologie)≫을 출간했다.
- 1906년 ≪체험과 문학(Das Erlebnis und die Dichtung)≫을 출간하면서 대중적으로도 알려지게 되었다.
- 1911년 그의 전집 ≪세계관, 철학, 그리고 종교(Weltanschauung, Philosophie und Religion)≫가 출간되면서 딜타이 학파가 생겨났다.
- 《딜타이 교육학 선집》 ISBN 978-89-6228-114-9
- 《고대 그리스와 로마의 교육》 ISBN 978-89-6406-204-3
- 《정신과학과 개별화》 ISBN 978-89-6228-246-7
- 《해석학의 탄생》 ISBN 978-89-92901-21-5

딜타이의 저서는 현재까지 그의 글들을 모아놓은 총서인 딜타이 전집 26권에 집대성되어 있다. 참고로 Vandenhoeck & Ruprecht에서 이미 출간된 딜타이 전집 제목들을 소개하자면 다음과 같다.
1. 제1권: ≪정신과학 입문. 사회와 역사 연구를 위한 기초다지기 시도(Einleitung in die Geisteswissenschaften. Versuch einer Grundlegung für das Studium der Gesellschaft und Geschichte)≫
2. 제2권: ≪세계관, 그리고 르네상스와 종교개혁기 이후의 인간 분석(Weltanschauung und Analyse des Menschen seit Renaissance und Reformation)≫
3. 제3권: ≪독일 정신사 연구. 라이프니츠와 그의 시대. 프리드리히 대제와 독일 계몽주의. 18세기와 역사 세계(Studien zur Geschichte des deutschen Geistes. Leibniz und sein Zeitalter. Friedrich der Große und die deutsche Aufklärung. Das achtzehnte Jahrhundert und die geschichtliche Welt)≫
4. 제4권: ≪헤겔의 청년기와 독일 관념론사 연구들(Die Jugendgeschichte Hegels und andere Abhandlungen zur Geschichte des Deutschen Idealismus)≫
  1. 발췌역 : 《고대 그리스와 로마의 교육》 ISBN 978-89-6406-204-3
5. 제5권: ≪정신세계. 삶 철학 입문. 1부: 정신과학 정초 논고(Die geistige Welt. Einleitung in die Philosophie des Lebens. Erste Hälfte: Abhandlung zur Grundlegung der Geisteswissenschaften)≫
  1. 발췌역 : 《정신과학과 개별화》 ISBN 978-89-6228-246-7
  2. 발췌역 : 《해석학의 탄생》 ISBN 978-89-92901-21-5
6. 제6권: ≪정신세계. 삶 철학 입문. 2부: 미학, 윤리학, 교육학 연구(Die geistige Welt. Einleitung in die Philosophie des Lebens. Zweite Hälfte: Abhandlung zur Poetik, Ethik und Pädagogik)≫
  1. 발췌역 : 《딜타이 교육학 선집》 ISBN 978-89-6228-114-9
7. 제7권: ≪정신과학에서 역사 세계의 구축(Der Aufbau de geschichtlichen Welt in den Geisteswissenschaften)≫
  1. 발췌역 : 《체험 표현 이해》 ISBN 978-89-7013-379-9
  2. 완역 : 《정신과학에서 역사적 세계의 건립》 ISBN 978-89-5733-173-6
8. 제8권: ≪세계관론. 철학의 철학에 대한 연구(Weltanschauungslehre. Abhandlungen zur Philosophie der Philosophie)≫
9. 제9권: ≪교육학, 역사, 그리고 체계 기초론(Pädagogik. Geschichte und Grundlinien des Systems)≫
10. 제10권: ≪윤리학 체계(System der Ethik)≫
11. 제11권: ≪역사의식의 부흥(Vom Aufgang des geschichtlichen Bewußtseins)≫
12. 제12권: ≪프로이센의 역사에 부쳐. 슐라이어마허의 정치적 사상과 효능성. 프로이센의 재조직. 국법 일반론(Zur preussischen Geschichte. Schleiermachers politische Gesinnung und Wirksamkeit. Die Reorganisation des preussischen Staates. Das allgemeine Landrecht)≫
13. 제13권: ≪슐라이어마허의 삶. 1권(Leben Schleiermachers. Erster Band)≫
14. 제14권: ≪슐라이어마허의 삶. 2권(Leben Schleiermachers. Zweiter Band)≫
15. 제15권: ≪19세기 정신사에 부쳐. 사진과 전기적 스케치. 19세기 신학과 철학의 원천 연구 및 문헌 기록(Zur Geistesgeschichte des 19. Jahrhunderts. Portraits und biographische Skizzen. Quellenstudien und Literaturberichte zur Theologie und Philosophie im 19. Jahrhundert)≫
16. 제16권: ≪19세기 정신에 부쳐. 1859∼1874년까지의 신문과 학술 잡지에 실린 논문과 논평문 등(Zur Geistesgeschichte des 19. Jahrhunderts. Aufsätze und Rezensionen aus Zeitungen und Zeitschriften 1859∼1874)≫
17. 제17권: ≪19세기 정신사에 부쳐. 1867∼1884년 동안 ‘베스터만 월간지’에 실렸던 문학 편지, 예술사 리포트, 산재된 논평들(Zur Geistesgeschichte des 19. Jahrhunderts. Aus ‘Westermanns Monatsheften’: Literaturbriefe, Berichte zur Kunstgeschichte, Verstreute Rezensionen 1867∼1884)≫
18. 제18권: ≪인간, 사회, 그리고 역사의 과학. 1865∼1880년 동안에 나왔던 정신과학 입문을 위한 준비 작업들(Die Wissenschaft vom Menschen, der Gesellschaft und der Geschichte. Vorarbeiten zur Einleitung in die Geisteswissenschaften 1865∼1880)≫
19. 제19권: ≪인간, 사회, 그리고 역사과학 기초. 1870∼1895 동안의 정신과학 입문 2권을 위한 계획 설정 및 개요 작업(Grundlegung der Wissenschaft vom Menschen, der Gesellschaft und der Geschichte. Ausarbeitungen und Entwürfe zum zweiten Band der Einleitung in die Geisteswissenschaften. ca. 1870∼1895)≫
20. 제20권: ≪철학적 과학의 논리와 체계. 1864∼1903 동안의 인식론적 논리와 방법론 강의(Logik und System der philosophischen Wissenschaften. Vorlesungen zur erkenntnistheoretischen Logik und Methodologie 1864∼1903)≫
21. 제21권: ≪경험과학으로서의 심리학 1부(Psychologie als Erfahrungswissenschaft, Teil 1. Vorlesungen zur Psychologie und Anthropologie)≫
22. 제22권: ≪경험과학으로서의 심리학 2부(Psychologie als Erfahrungswissenschaft, Teil 2. Manuskripte zur Genese der deskriptiven Psychologie. ca. 1860∼1895)≫
23. 제23권: ≪철학 일반사(Allgemeine Geschichte der Philosophie)≫
24. 제24권: ≪논리와 가치(Logik und Wert)≫
25. 제25권: ≪인간들의 특성 파악자로서의 문인(Dichter als Seher der Menschheit)≫
26. 제26권: ≪체험과 문학(Das Erlebnis und die Dichtung)≫
  1. 번역 : ≪문학과 체험≫

- 마르틴 하이데거 : ≪빌헬름 딜타이의 탐구작업과 역사적 세계관≫ ISBN 978-89-93800-32-6